# Ginnastica ai Giochi della XXXI Olimpiade - Trave
La finale alla trave alle Olimpiadi di Rio de Janeiro si è svolta nella HSBC Arena il 15 agosto.

## Podio
| Oro                      | Argento                      | Bronzo                   |
| Sanne Wevers Paesi Bassi | Laurie Hernandez Stati Uniti | Simone Biles Stati Uniti |

## Qualificazioni
A causa della regola dei passaporti "two per country", l'accesso in finale è valido soltanto a due atlete per nazione.
| Pos. | Ginnasta          | Totale | Qual. |
| ---- | ----------------- | ------ | ----- |
| 1    | Simone Biles      | 15.633 | Q     |
| 2    | Laurie Hernandez  | 15.366 | Q     |
| 3    | Flávia Saraiva    | 15.133 | Q     |
| 4    | Sanne Wevers      | 15.066 | Q     |
| 5    | Cătălina Ponor    | 14.900 | Q     |
| 6    | Fan Yilin         | 14.866 | Q     |
| 7    | Alexandra Raisman | 14.833 | —     |
| 8    | Gabrielle Douglas | 14.833 | —     |
| 9    | Marine Boyer      | 14.600 | Q     |
| 10   | Isabela Onyshko   | 14.533 | Q     |
| 11   | Elissa Downie     | 14.500 | R1    |
| 12   | Amy Tinkler       | 14.500 | R2    |
| 13   | Tutya Yilmaz      | 14.500 | R3    |

## Classifica
| Pos.    | Ginnasta         | D Score | E Score | Pen. | Totale |
| ------- | ---------------- | ------- | ------- | ---- | ------ |
| Oro     | Sanne Wevers     | 6.600   | 8.866   | —    | 15.466 |
| Argento | Laurie Hernandez | 6.400   | 8.933   | —    | 15.333 |
| Bronzo  | Simone Biles     | 6.500   | 8.233   | —    | 14.733 |
| 4       | Marine Boyer     | 6.100   | 8.500   | —    | 14.600 |
| 5       | Flavia Saraiva   | 6.300   | 8.233   | —    | 14.533 |
| 6       | Fan Yilin        | 6.300   | 8.200   | —    | 14.500 |
| 7       | Catalina Ponor   | 5.800   | 8.200   | —    | 14.000 |
| 8       | Isabela Onyshko  | 6.100   | 7.300   | —    | 13.400 |